# Guatlla comuna

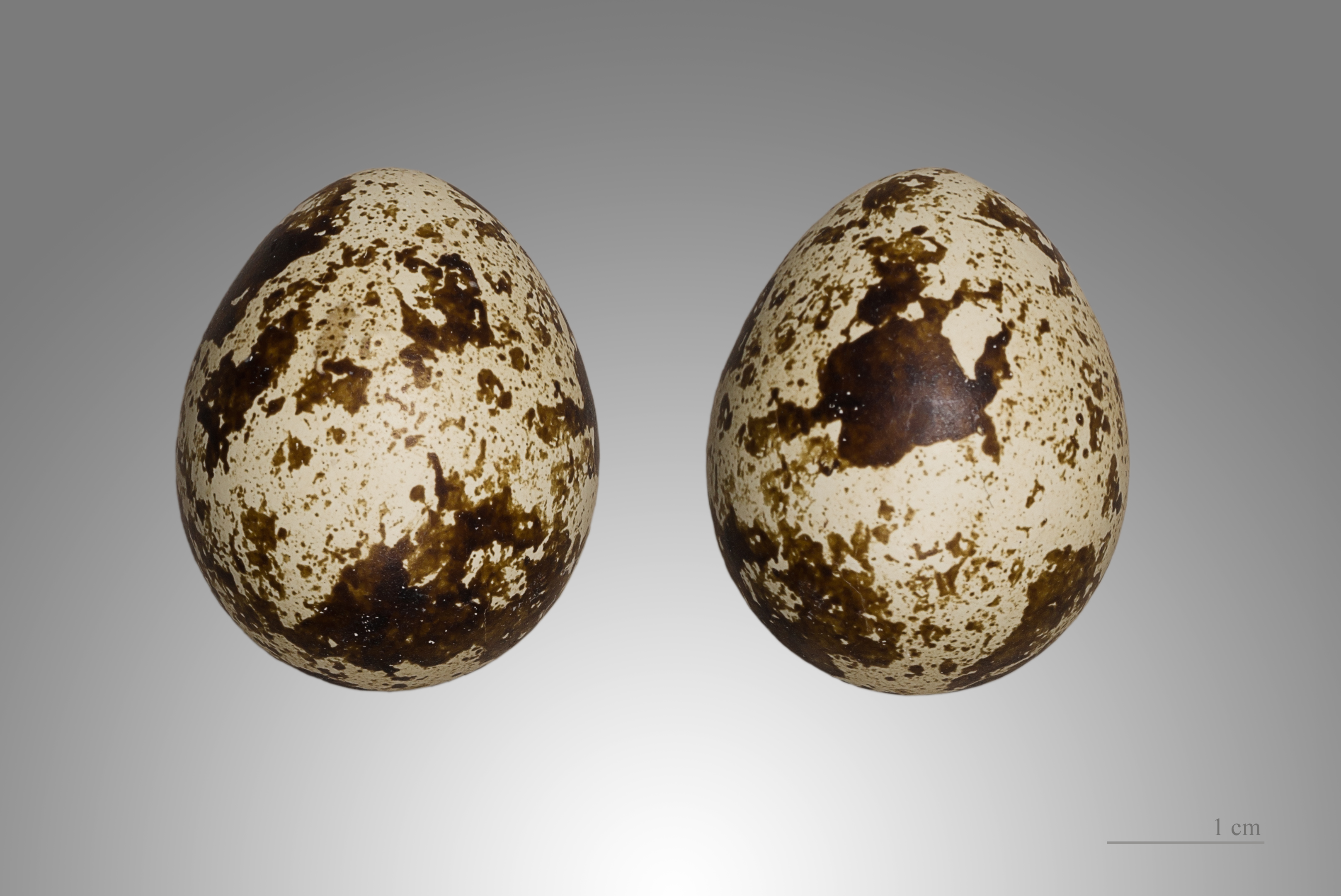
Ous de guatlles

La guatlla,guatla o guàtlera a les Balears (Coturnix coturnix), és un ocell petit de la família dels Phasianidae. Està força estès i es troba en parts d'Europa, Àsia i Àfrica amb unes quantes subespècies reconegudes. També es crien i es mantenen com a aviram en algunes parts del món, ja sigui pels seus ous o per la seva carn.

## Descripció
És un ocell rabassut i petit (17 cm), essencialment amb ratlles marrons, una línia blanca als ulls i, en el mascle, una barbeta blanca. Com correspon a la seva naturalesa migratòria, té ales llargues, a diferència d'altres aus de caça, que típicament tenen ales curtes.

## Costums
És una espècie terrestre, que s'alimenta de llavors i insectes a terra. És notòriament difícil de veure-la, atès que es manté oculta enmig dels sembrats i és reticent a volar. Prefereix, per contra, esmunyir-se sigil·losament. Fins i tot quan s'ha hagut d'escapolir, es manté baix i aviat torna altra vegada a cobert. Sovint l'única indicació de la seva presència és el seu cant repetitiu i força cridaner. Aquest cant es produeix principalment als matins i als vespres i a vegades de nit.
És un ocell migrador de llarga distància, si més no la subespècie eurasiàtica, cosa que contrasta amb la resta dels gal·liformes, que són tots sedentaris. Es va desplaçant cap al nord a mesura que avança l'estiu, i les guatlles nascudes a la primavera poden criar més al nord la mateixa temporada. Així, els darrers contingents migradors que travessen la Mediterrània són formats principalment per femelles que han fet una primera cria al nord d'Àfrica i els seus fills.

## Cria
En assolir una edat de 6-8 setmanes, aquesta guatlla cria en camps oberts i herbassars, al llarg de la major part d'Europa i Àsia. Acostuma a pondre entre 6 i 18 ous en un niu de terra. Els procés d'incubació dura aproximadament unes tres setmanes.

## Races
Aquesta espècie va ser descrita per primer cop per Linnaeus en el seu Naturae Systema el 1758 com a Tetrao coturnix. La raça eurasiàtica C.c. coturnix, passa l'hivern cap al sud, al Sahel africà i a l'Índia. La raça africana C.c. africana, que passa l'hivern dins de l'Àfrica, de vegades es mou cap al nord des de Sud-àfrica. Les guatlles de Madagascar i les Comores pertanyen a la mateixa raça africana. La nombrosa població de les illes de Cap Verd, tanmateix pertany a una raça separada, C.c. inopinata, mentre les de Canaries, Madeira i les Açores pertanyen a la raça C.c. confisa.

## Utilització
El llibre de l'Èxode explica com els emigrants israelites van rebre un estol de guatlles per a menjar. Encara avui és caçada intensament quan passa a través de l'àrea de la Mediterrània. Aquesta espècie, en els últims anys, ha vist un augment en la seva propagació als Estats Units i Europa.